# Alfabetizare
Alfabetizarea este un proces de instruire a unor persoane cu scopul obținerii abilității (capacității) de a scrie și de a citi. Starea de alfabetizare (ca rezultat), prin scriere și citire, ajută la transmiterea mesajelor în spațiu și timp.
Dicționarul explicativ al limbii române definește cuvântul alfabetizare ca fiind: Acțiunea de a alfabetiza; instruirea analfabeților; combatere a analfabetismului.  Același dicționar definește verbul „a alfabetiza” astfel: A învăța pe un analfabet să scrie și să citească.
Din punct de vedere social, alfabetizarea este un drept fundamental al omului, aceasta fiind o condiție esențială pentru procesul de învățare și dobândire a unor cunoștințe și competențe esențiale în dezvoltarea omului modern.
Ziua internațională a alfabetizării se sărbătorește la 8 septembrie.

## Istoric
Scrierea a apărut în Mesopotamia în mileniul al IV-lea î.Hr. și apoi în forme originale și în Egipt, India, China și Fenicia. În Europa scrierea a apărut pentru prima dată în Creta, dar acest fapt nu a avut nici o influență pe continent, dispărând odată cu declinul civilizației minoice. Pe continent, grecii sunt primii care au dezvoltat un alfabet sub influența scrierii feniciene. De aici a fost preluat de etrusci și de latini, care au dezvoltat propriile variante, iar mai apoi germanicii au adaptat alfabetul la scrierea  runică. În orient, alfabetizarea a avut un specific local și era accesibilă numai unor anumite categorii relativ restrânse de inițiați (scribi). În Europa însă alfabetizarea a devenit un fenomen de masă, astfel că, în special, în lumea greacă și romană scrisul și cititul au devenit un lucru comun, mai ales în zonele urbane.
Primele sisteme de scriere au fost: sumerian, egiptean, hitito-egeean și chinez, din care decurg scrierile silabice. Ulterior, au apărut și sistemele alfabetice (grec, latin, ebraic, arab și indian). Sistemele alfabetice se disting între ele și prin procedeul de a indica vocalele.

În alte zone ale lumii antice și chiar medievale și moderne scrierea nu a fost cunoscută (Africa sud-sahariană, Australia, Oceania, America - cu excepția civilizației maya).

Rata alfabetizării în Romania interbelică (1930)

În Europa Evului Mediu procentul de alfabetizare a scăzut și s-a concentrat, în special, în orașe și în rândurile clericilor. Situația s-a îmbunătățit odată cu Revoluția Franceză care a dat un impuls învățământului.
La început scrierea a fost considerată ca fiind de origine divină, de aceea era monopolizată de o elită de scribi în serviciul templelor, dar și în serviciul suveranilor. Era  un instrument de putere și de control. Aceasta constituie una dintre multiplele cauze ale analfabetismului.

### Istoricul alfabetizării în România
Evoluția procentului de alfabetizare în România:
- 1899: 22%[3]
- 1912:  39,3%[3]
- 1930: 57%[3]
- 1948: 77 %[4]
- 2005: 97,3%[5]
- 2011: 98,64%[6]

## Nivelul alfabetizării în lume

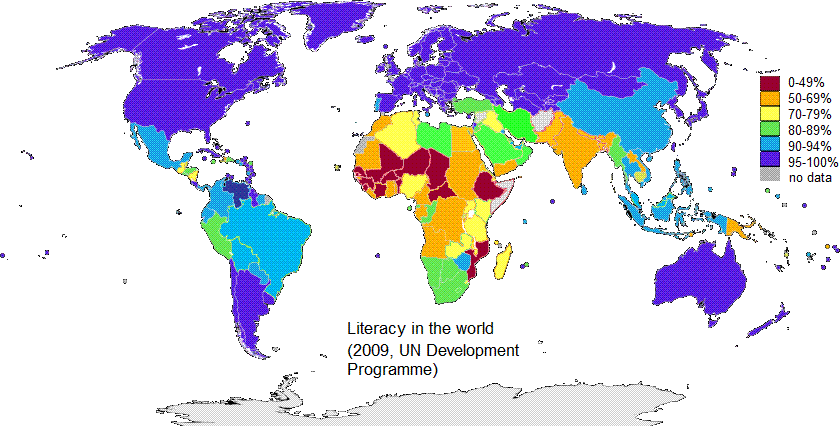
Nivelul alfabetizării în lume în anul 2009

Alfabetismul este un indicator al cunoașterii într-o țară și este un factor în plus când se stabilește gradul de dezvoltare al acelei țări. În practică se recenzează în schimb persoanele analfabete, respectiv acelea care la vârsta adultă nu și-au însușit cunoștințe de scriere și citire. Această cifră arată accesul populației la noi oportunități și tehnologii moderne, egalitate socială și posibilitatea de a prospera economic. 
Există o mare diferență de alfabetizare și de acces la învățământ între țările dezvoltate și cele care sunt cuprinse în așa zisa lume a treia. Numărul de persoane analfabete era contabilizat în anul 2000 de către UNESCO la cifra de 90 milioane de oameni. 

## Alfabetizarea funcțională
Opusul noțiunii de analfabetism funcțional este un nou concept, cel de alfabetizare funcțională. Acest concept se referă, între altele, la dobândirea de abilități de lucru cu calculatorul, abilități de a folosi elementele de bază ale infrastructurii bancare, permis de conducere auto sau cunoașterea cel puțin a unei limbi străine de circulație internațională.